# Christine Goerke
Christine Goerke (* 1969) ist eine amerikanische Opernsängerin (dramatischer Sopran).

## Leben
Christine Goerke wurde 1969 als Tochter von Richard und Marguerite Goerke im amerikanischen  New York geboren. Sie wuchs in Medford, New York, auf, wo sie die Tremont Elementary School, Oregon Avenue Middle School, und die Patchogue-Medford High School besuchte. Nach dem Schulabschluss besuchte sie im Herbst 1986 für ein Semester die State University of New York at Fredonia im Fach Klarinette. Während ihrer Zeit dort entschied sie sich dafür, eine sängerische Laufbahn einzuschlagen. 1989 nahm sie ihr Gesangsstudium an der Stony Brook University auf und schloss dieses 1994 mit einem Abschluss in Gesang ab. Von 1994 bis 1997 war sie Mitglied des Metropolitan Opera’s Young Artist Program.

## Karriere
Goerke begann ihre Karriere mit kleineren Rollen an der Metropolitan Opera als Teil des Young Artist Programs des Opernhauses. Unter anderem sang sie die Erste Dame in Mozarts Die Zauberflöte und die Oberpriesterin in Verdis Aida. 1997/98 sang sie erstmals an der Metropolitan Opera, die Donna Elvira in Mozarts Don Giovanni.
1997 hatte Goerke zudem ihre erste größere Rolle außerhalb der Metropolitan Opera, als sie die Titelrolle der Oper Iphigénie en Tauride an der Glimmerglass Opera sang. Außerdem sang sie diese Rolle im gleichen Jahr auch an der New York City Opera und in einem Konzert mit dem Boston Baroque Orchester in Boston im Jahr 2000.
Nachdem sich ihre Stimme verändert hatte, begann Goerke Rollen zu singen, die eine stärkere Stimme forderten. An der Metropolitan Opera sang sie 2013 Die Färberin in Die Frau ohne Schatten, 2015 die Titelrolle in Puccinis Turandot, sowie die Brünnhilde im Ring des Nibelungen in der Spielzeit 2018/19.
Christine Goerke ist seit 2005 mit James Holloway verheiratet. Sie haben zwei Töchter und leben in Teaneck, New Jersey.

## Auszeichnungen und Ehrungen
Goerke hat verschiedene Auszeichnungen gewonnen und mehrere Musikwettbewerbe gewonnen. 1994 gewann sie den Robert Jacobson Study Grant, 1996 einen ARIA Award und einen George London Award, sowie 1997 einen Richard Tucker Career Grant Award. 2001 wurde Goerke der prestigeträchtige Richard Tucker Award verliehen. Sie wurde zudem von der Lotte Lehmann Foundation ausgezeichnet und erhielt 2010 einen Distinguished Alumni Award von der Stony Brook University. 2014 erhielt sie den Helpmann Award for Best Female Performer in an Opera für ihre Darbietung in Elektra mit dem Sydney Symphony Orchestra.

## Repertoire
- Ludwig van Beethoven: Fidelio – Leonore
- Vincenzo Bellini: Norma – Norma
- Hector Berlioz: Les Troyens – Cassandre
- Benjamin Britten: Peter Grimes – Ellen Orford
- Benjamin Britten: The Rape of Lucretia – Erzählerin
- Christoph Willibald Gluck: Iphigénie en Tauride – Iphigénie
- Georg Friedrich Händel: Agrippina – Agrippina
- Georg Friedrich Händel: Alcina – Alcina
- Georg Friedrich Händel: Rinaldo – Armida
- Wolfgang Amadeus Mozart: Così fan tutte – Fiordiligi
- Wolfgang Amadeus Mozart: Don Giovanni – Donna Anna
- Wolfgang Amadeus Mozart: Don Giovanni – Donna Elvira
- Wolfgang Amadeus Mozart: Idomeneo – Elektra
- Wolfgang Amadeus Mozart: La clemenza di Tito – Vittelia
- Wolfgang Amadeus Mozart: Le nozze di Figaro – Gräfin Almaviva
- Francis Poulenc: Dialogues des Carmélites – Madama Lidoine
- Giacomo Puccini: La Bohème – Musetta
- Giacomo Puccini: Turandot – Turandot
- Johann Strauss (Sohn): Die Fledermaus – Rosalinde
- Richard Strauss: Ariadne auf Naxos – Ariadne
- Richard Strauss: Der Rosenkavalier – Die Feldmarschallin
- Richard Strauss: Die Frau ohne Schatten – Die Färberin
- Richard Strauss: Elektra – Chrysothemis
- Richard Strauss: Elektra – Elektra
- Giuseppe Verdi: Falstaff – Alice Ford
- Giuseppe Verdi: Macbeth – Lady Macbeth
- Richard Wagner: Der fliegende Holländer – Senta
- Richard Wagner: Die Walküre, Siegfried, Götterdämmerung – Brünnhilde
- Richard Wagner: Die Walküre – Sieglinde
- Richard Wagner: Götterdämmerung – Dritte Norn
- Richard Wagner: Götterdämmerung – Gutrune
- Richard Wagner: Lohengrin – Ortrud
- Richard Wagner: Parsifal – Kundry
- Richard Wagner: Tannhäuser – Elisabeth